# Apache XAP
Az XAP (eXtensible Ajax Platform) egy jelenleg fejlesztés alatt álló szoftver termék, amelyet az Apache Software Foundation gondoz. Az XAP egy XML alapú deklaratív keretrendszer interaktív Ajax webalkalmazások építéséhez. A fejlesztők remélik, hogy olyan terméket sikerül készíteniük, amely interfészt tud nyújtani számos Ajax szoftver készlethez, és éppúgy csökkenti a program szkriptelési szükségleteit és megoldja fejlesztés kihívásait, mint az alkalmazás karbantarthatósági kihívásait Ajax programozással kapcsolatban.
Az XAP alkalmazások az XAL programozási nyelv segítségével definiálhatók, amely abban különbözik a jelenleg rendelkezésre álló deklaratív felhasználói felület nyelvektől, hogy tartalmaz deklarációt a lokális- vagy http-kérésekkel megszólítható adatforrásokra mutató pointereket is. Továbbá az XAL megengedi a kezdetben deklarált interfész megváltoztatást ill. helyettesítését. Pl. egy gombnak vagy linknek könnyen lehet olyan funkciója, hogy új kódrészletet adjon hozzá az oldal kinézetéhez, mindez definiálható XAL-ben vagy HTML-ben.

## Példa
A következő példa egy belépési oldalt ad meg:
```
<xal>

    
<dialog>

        
<horizontalBoxPane>

            
<label
 
text=
"Username"
/>

            
<textField
 
id=
"username"
/>

            
<label
 
text=
"Password"
/>

            
<textField
 
id=
"password"
/>

            
<button
 
text=
"login"

              
onCommand=
"login-url"
/>

        
</horizontalBoxPane>

    
</dialog>

</xal>

```

## Külső hivatkozások
- Apache Incubator - XAP

## Fordítás
Ez a szócikk részben vagy egészben  az   Apache XAP című angol Wikipédia-szócikk ezen változatának fordításán alapul.  Az eredeti cikk szerkesztőit annak laptörténete sorolja fel. Ez a jelzés csupán a megfogalmazás eredetét és a szerzői jogokat jelzi, nem szolgál a cikkben szereplő információk forrásmegjelöléseként.